# فرنسيس كريك
ولد فرانسيس هاري كومبتون كريك في الثامن من حزيران عام 1916 وتوفي في الثامن والعشرين من شهر تموز عام 2004، وكان عالم في البيولوجيا الجزيئية، اشتهر باكتشافه لبنية جزيء DNA(الحمض النووي) عام 1953 مع جيمس واتسون. إلى جانب واتسون وموريس ويلكينز، حصل كريك على جائزة نوبل عام 1962 في علم وظائف الأعضاء أو الطب «لاكتشافهم بنية الأحماض النووية وأهميتها في نقل المعلومات في المادة الحية». ارتكزت النتائج بشكل جزئي على دراسات أساسية منجزة من خلال روزاليند فرانكلين وريموند غوسلينك وويلكينز.
كان كريك عالم نظري في البيولوجيا الجزيئية وأدى دوراً حاسماً في البحث المتعلق بكشف الهيكل الحلزوني للحمض النووي. عُرف كريك باستخدامه لمصلح «المبدأ المركزي» لتلخيص الفكرة القائلة انه عندما تنقل المعلومات من الأحماض النووية (DNA or RNA) إلى البروتينات، فانها لا تستطيع العودة إلى الأحماض النووية. وبكلمات أخرى. فإن الخطوة الأخيرة في تدفق المعلومات من الأحماض النووية إلى البروتينات تكون غير قابلة للعكس. خلال الفترة المتبقية من حياته، شغل منصب أستاذ الأبحاث المتميز J.W. Kieckhefer في معهد سالك للدراسات البيولوجية Salk Institute for Biological Studies في لاجولا، كاليفورنيا.
ركز في بحثه الأخير على علم الأعصاب النظري والمحاولات في تطوير الدراسة العلمية للوعي الإنساني. بقي كريك في منصبه حتى وفاته. قال كريستوف كوش عنه: «كان كريك يعدل مخطوطة على فراش موته، عالم حتى النهاية المرة».

## النشأة وتعليمه
كان كريك الابن الأول لهاري كريك (1887-1948) واني اليزابيث كريك (1879-1955). ولد ونشأ في وستن فافيل Weston Favel ثم في قرية صغيرة قرب البلدة الإنكليزية نورثامبتونNourthampton والتي بدأ فيها والد كريك وعمه مصنع أحذية للعائلة.
اهتم كريك بالعلوم في وقت مبكر من حياته، وتعلم ما يمكنه التعلم عنها من الكتب. كان والداه يصحبانه إلى الكنيسة عندما كان طفلاً. ولكن في عمر 12 قال بانه لم بعد يرغب بالذهاب إلى هناك حيث فضل البحث العلمي عن الأجوبة على المعتقد الديني.
بعد أن بلغ 14، تعلم كريك في مدرسة ميل هيل في لندن (منحة دراسية)، حيث درس الرياضيات والفيزياء والكيمياء مع صديقه المفضل جون شيلستون. شارك في جائزة والتر نوكس في الكيمياء في يوم تأسيس مدرسة ميل هيل يوم الجمعة السابع من تموز عام 1933. صرح بانه استلهم/أُلهم النجاح من خلال جودة التعليم التي تلقاها كطالب في مدرسة ميل هيل.
في سن ال 21، حصل كريك على درجة بكالوريوس في العلوم في الفيزياء من جامعة كوليدج في لندن. فشل كريك في الحصول على مكان في كلية كامبريدج، ربما بسبب فشله في متطلبات الكلية في اللغة اللاتينية. بدأ كريك درجة الدكتوراه في جامعة كاليفورنيا في لوس انجلوس، لكنه قاطعت دراسته الحرب العالمية الثانية. أصبح في وقت لاحق طالبًا لدرجة الدكتوراه وزميلًا فخريًا في كلية غونفيل وكايوس في كامبريدج، وعمل بشكل رئيسي في مختبر كافنديش ومجلس البحوث الطبية (MRC) في البيولوجيا الجزيئية في كامبريدج. كما كان زميلاً فخريًا في كلية تشرشل، كامبردج وكلية يونيفرستي، لندن.
بدأ كريك مشروع البحث الخاص بشهادة الدكتوراه عن لزوجة المياه في درجات الحرارة العالية (والتي لاحقا وصفها «كأغبى مشكلة يمكن تخيلها») في مختبر الفيزيائي Edward Neville da Costa Andrade في جامعة كوليج في لندن، ولكن مع اختراق الحرب العالمية الثانية(وخصوصا وقوع حادث خلال معركة بريطانيا عندما سقطت قنبلة على المختبر ودمرت أدوات تجربته) انحرف كريك عن حياة مهنية محتملة في الفيزياء. خلال سنته الثانية كطالب درجة دكتوراه، مُنح جائزة Carey Foster Research. قام بأعمال ما بعد الدكتوراه في معهد الفنون التطبيقية ببروكلين، Polytechnic Institute of Brooklyn"".
خلال الحرب العالمية الثانية، عمل في مختبر الأبحاث الأميرالية، Admiralty Research Laboratory، والذي ظهرت منه مجموعة من العديد من العلماء المشهورين بما في ذلك دايفيد بيتس وروبرت بويد وجورج ديكون وجون غون وهاري مايسي ونايفل موت. عمل كريك على تصميم الألغام الصوتية والمغناطيسية وكان له دوراً فعالاً في تصميم اللغم الجديد والذي كان فعالاً جداً ضد كاسحات الألغام الألمانية.

## حياة كريك وعمله بعد الحرب العالمية الثانية
في عام 1947، في سن 31، بدأ كريك دراسة علم الأحياء وأصبح جزءًا من الانتقال المهم من علماء فيزيائيين إلى أبحاث في علم الأحياء. وقد أصبحت هذه الهجرة ممكنة بفضل تأثير الفيزيائيين الجدد مثل السير جون راندال، الذي ساعد في كسب الحرب باختراعه الرادار. كان على كريك أن يناسب بين «الاناقة والبساطة العميقة» للفيزياء إلى «الآليات الكيميائية المُقصلة التي طورها الانتقاء الطبيعي على مدى مليارات السنين». ووصف هذا التحول بانه «تقريبا كما لو أن المرء يجب أن يولد من جديد».

## الحياة الشخصية
تزوج كريك مرتين، وأصبح أباً لثلاثة أطفال وجداً لستة أحفاد.
توفي كريك جراء سرطان القولون في صباح 28 من تموز عام 2004 في جامعة كاليفورنيا، سأندييغو مستشفى ثورنتون في لاجولا. حُرقت جثته ونُثر رماده في المحيط الهادئ.

## البحث
اهتم كريك بمشكلتين أساسيتين غير محلولتين بعد: كيف تقوم الجزيئات بالانتقال من الكائنات غير الحية إلى الكائنات الحية، وكيف يقوم يصنع الدماغ العقل الواعي. أدرك كريك بأنخلفيته جعلته مؤهلاً أكثر للبحث بالموضوع ومجال الفيزياء الحيوية. كان ذلك وقت انتقال كريك من الفيزياء إلى البيولوجيا متأثرا بكلا لينوس باولينغ/ Linus Pauling وايروين شرودغنر/ Erwin Schrödinger.
كان من الواضح من الناحية النظرية أن الروابط التساهمية/covalent bonds في الجزيئيات الحيوية تستطيع تأمين الثبات أو الاستقرار الهيكلي/البنيوي المحتاج اليه لامساك المعلومات الوراثية/الجينية في الخلية. بقيت فقط كتمرين على البيولوجيا التجريبية لاكتشاف أي جزيء بالضبط هو الجزيء الوراثي/الجيني. وجهة نظر كريك، أنه عندما تُدمج نظرية تشارلز داروين/ Charles Darwin «التطور من خلال الانتقاء الطبيعي» وعلم الوراثة لكريغور ماندال/ Gregor Mendel ومعرفته بالأساسات الجزيئية لعلم الوراثة فانهما تكشفان/تظهرأنسر الحياة.
كان لدى كريك وجهة نظر متفائلة جداً أن الحياة ستخلق قريباً جداً في أنبوب اختبار. لكن بعض الناس مثل زميله الباحث Esther Lederberg أعتقد أن كريك كان متفائلاً بشكل مفرط.
كان من الواضح أن بعض الجزيئات الضخمة مثل البروتين، من المرجح أن تكون الجزيء الوراثي. لكن كان من المعروف جداً أن البروتينات هي جزيئيات ضخمة بنيوية ووظيفية، والتي ينفذ بعضها ردات الفعل الانزيمية للخلية. في عقد الأربعينيات من القرن 20، وُجدت بعض الأدلة والتي تشير لجزيء ضخم أخرهو الحمض النووي، العنصر الرئيسي الأخر من الكرموزومات ظهر كجزيء جيني مرشح أن يكون جزيئاً ضخماً. في عام 1944، تجربة Avery-MacLeod-McCarty ، Oswald Avery وشركائه أظهرت بأن اختلاف المظهرية الوراثية/heritable phenotypic يمكن أن يؤثر في الجراثيم من خلال تأمينهم بجزيء الحمض النووي محدد.
لكن، فُسر دليل أخر على انه تلميح بأن الحمض النووي غير مهم بنيوياً ومن الممكن أن يكون فقط كدعامة/سقالة جزيئية للجزيئيات البروتينية الأكثر اثارة للاهتمام كما يبدو. كان كريك في المكان الصحيح وفي الإطار الصحيح للعقل وفي الوقت الصحيح (عام 1949) لينضم إلى مشروع ماكس بيرتز/Max Perutz في جامعة كامبريدج، وبدأ في العمل على علم البلورات بأشعة X/X-ray crystallography للبروتينات.
أعطى علم البلورات بأشعة X الفرصة نظرياً للكشف عن البنية الجزيئية للجزيئيات الكبيرة مثل البروتينات والحمض النووي، ولكن مشكلات تقنية بالغة/خطيرة/جليلة منعت من تطبيق علم البلورات بأشعة X على الجزيئيات الكبيرة.

### 1949-1950
علم كريك نفسه النظرية الحسابية لعلم البلورات بأشعة X. خلال فترة دراسة كريك لانعراج أشعة X / X-ray diffraction، كان باحثون في كامبريدج يحاولون تحديد الملائمة الحلزونية الأكثر ثباتاً/استقراراً للسلسة الأحماض الأمينية في البروتينات. لينوس باولينغ، كان أول من عرّف الأحماض الأمينية 3.6 في نسبة دورأن الحلزون في حلزون الفا
كان كريك شاهداً على نوع الأخطاء التي ارتكبها زملاءه في محاولتهم الفاشلة لصنع نموذج جزيئي صحيح لحلزون ألفا/alpha helix.تبين هذا ليكون دروس مهمة يمكن تطبيقها في المستقبل على البنية الحلزونية للحمض النووي. على سبيل المثال، تعلم كريك أهمية الصلابة البنيوية التي تمنحها الروابط الثنائية/ double bondsللبنى الجزئية المرتبطة بكلا الروابط البيتدية/ peptide bonds في البروتينات وبنية النيكليوتيدات/ nucleotides في الحمض النووي.

### 1951-1953: بنية الحمض النووي

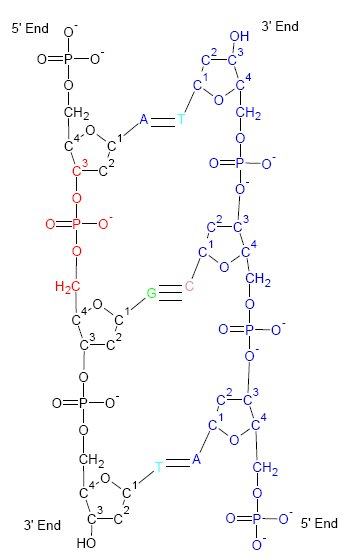
ًصورة توضح كيف أن الفوسفات هو العمود الرئيسي لجزء DNA

في عامي 1951 و1952، بجانب وليام كوهران/William Cochran وفلاديمير فاند/Vladimir Vand، ساعد كيرك في تطوير النظرية الحسابية لانعراج الأشعة السينية من خلال الجزيء الحلزوني. تطابقت النتيجة النظرية بشكل جيد بيانات أشعة اكس للبروتينات التي تحتوي تسلسلات الأحماض الامينية في ملائمة/تكييف حلزون ألفا/alpha helix.بينت نظرية الانعراج الحلزوني أيضاً أنها مفيدة لفهم بنية الحمض النووي.
أواخر عام 1951، بدأ كيرك بالعمل مع جيمس واتسون/James Watson في مخبر كافانديش في جامعة كامبريدج، انكلترا. باستعمال «الصورة 51»(نتائج انعراج أشعة اكس لروزاليند فرانكاين/Rosalind Franklin وطالبها المتخرج ريموند غوسلينغ/Raymond Gosling من كلية كينج في لندن، 
المعطاة لهم من خلال زميل غوسلينغ وفرانكلين ويلكنز) طور واتسون وكيرك معاً نموذج للبنية الحلزونية للحمض النووي، والتي نشراها عام 1933. من أجل هذا العمل المتعاقب كُرما معاً بجائزة نوبل في علم وظائف الأعضاء أو الطب عام 1962 مع ويلكينز.
عندما أتى واتسون إلى كامبريدج، كان كيرك طالب متخرج في سن 35(بسبب عمله خلال فترة الحرب العالمية الثانية) وواتسون كان في سن 23 فقط، ولكنه حاز مسبقا على شهادة الدكتوراه. تشاركا الاهتمام في المشكلة الأساسية بكيفية فهم تخزين المعلومات الجينية/الوراثية في الشكل الجزيئي. تحدث واتسون وكيرك بلا نهاية عن الحمض النووي والفكرة القائلة بانه من الممكن تخمين نموذج جزيئي جيد لبنية الحمض النووي. أتى جزء رئيسي من المعلومات المشتقة تجريبياً من صور انعراج أشعة اكس التي حصل عليها ويلكينز وفرانكلين وغوسلينغ. في تشرين الثاني عام 1951، أتى ويلكينز إلى كامبريدج وشارك بياناته مع واتسون وكريك. توصل كلاً من الكساندر ستوك/Alexander Stokes (خبير أخر في نظرية الانعراج الحلزوني) وويلكينز (كلاهما من كلية كينج) إلى الاستنتاج أن بيانات انعراج أشعة اكس للحمض النووي أشارت إلى أن الجزيء يملك بنية حلزونية، لكن فرانكلين خالفت بشدة هذا الاستنتاج.
محفزين بنقاشاتهم مع ويلكينز وما تعلمه واتسون من خلال حضور نقاش أعطته فرانكلين عن عملها في الحمض النووي، انتج كريك وواتسون وعرضا أول نموذج خاطئ عن الحمض النووي. تسرعهم لإنتاج نموذج لبنية الحمض النووي كان مدفوعاً جزئيا بمعرفة انهم ينافسون لينوس باولينغ/Linus Pauling. وبالنظر إلى نجاح باولينغ الاخير باكتشاف حلزون الفا/ Alpha helix، فقد خشوا أن باولينغ ربما يكون أيضاً الأول في تحديد بنية الحمض النووي.
تكهن الكثيرون بما كان سوف يحدث لو أن باولينغ كان قادراً على السفر إلى بريطانيا كما كان مخططاً له في أيار عام 1952. وكما كان، فأن نشاطاته السياسية كانت السبب في تقييد حكومة الولايات المتحدة لسفره ولم يزر المملكة المتحدة حتى وقت لاحق، حيث لم يلتق بأي باحث في مجال الحمض النووي في إنكلترا. على أية حال، كان باولينغ مشغولاً في البروتينات في ذلك الوقت وليس في الحمض النووي. لم يكن واتسون كريك يعملان رسمياً على الحمض النووي. كان كريك يكتب أطروحة الدكتوراه خاصته، وكان لدى واتسون عمل آخر مثل محاولة الحصول على بلورات من الميوغلوبين لتجارب انعراج أشعة اكس. في عام 1952، نفذ واتسون انعراج أشعة اكس على tobacco mosaic virus ووجد نتائج تشير لامتلاكها بنية حلزونية. وبسبب فشلهما مرة، كان كريك وواتسون رافضان أن يحاولا مجدداً ولفترة كان ممنوعاً أن يقوما بالمزيد من الجهود لإيجاد نموذج جزيئي للحمض النووي. كان فهم روزاليند فرانكلين للكيمياء الأساسية على جانب كبير من الأهمية لجهود واتسون وكريك في بناء النموذج والذي أشار إلى أن الفوسفات المحبة للماء المحتوات على سلاسل النوكليوتيدات من الحمض النووي يجب أن توضع بحيث تتفاعل مع جزيئيات الماء خارج الجزيء بينما القواعد الكارهة للماء يجب أن توضع داخل النواة. شاركت فرانكلين هذه المعرفة الكيميائية مع واتسون وكريك عندما أشارت إلى أن أنموذجهم الأولي (من عام 1951، مع الفوسفات في الداخل) كان خاطئا بشكل واضح.
وصف كريك أنما رآه كفشل ويلكينز وفرانكلين في التعاون والعمل باتجاه ايجاد نموذج جزيئي للحمض النووي كان سبباً رئيسياً لقيامه وواتسون أخيراً بمحاولة ثانية للقيام بذلك. طلبوا وتلقوا الإذن للقيام بذلك من كلا ويليام لاويرانس براغ/ William Lawrence Bragg وويلكينز. من أجل بناء نموذجهم للحمض النووي، استفاد واتسون وكريك من المعلومات من صور انعراج أشعة اكس الغير منشورة لفرانكلين بما في ذلك الحسابات الأولية لنتائج/صور أشعة اكس المضمنة في تقرير تقدم مكتوب لمختبر كلية كينج لسيرجون رولاند أواخر عام 1952.
إنها مسألة نقاش فيما إذا كان يجب على واتسون وكريك امتلاك دخول لنتائج فرانكلين دون معرفتها أو إذنها، وقبل أن تملك الفرص لأن تنشر بشكل رسمي نتائج تحليلها المفصل بيانات انعراج اشعة اكس والتي ضُمنت في التقرير المكتوب. ومع ذلك وجد واتسون كريك خطأ في تأكيدها الثابت بأن" طبقا لبياناتها، البنية الحلزونية لم تكن فقط الشكل الممكن الوحيد للحمض النووي، لذلك كان لديهم معضلة. وفي محاولة لتصنيف هذه المشكلة، نشر ماكس فيريناند بروتوز لاحقا ما كان موجوداً في التقرير، وبمح إلى أنلم يكن هناك شيئاً في التقرير حتى أن فرانكلين لم تقل شيئاً في حديثها أواخر عام 1951. أكثر من ذلك، فسر بروتوز أن التقرير كان للجنة مجلس الأبحاث الطبي والتي شكلت من أجل "تأسيس اتصال بين المجموعات المختلفة للناس العاملين في المجلس" مختبرات رولاند وبروتوز كانت ممولة من قبل مجلس الأبحاث الطبي (MRC).

## روابط خارجية
- فرنسيس كريك على موقع الموسوعة البريطانية (الإنجليزية)
- فرنسيس كريك على موقع مونزينجر (الألمانية)
- فرنسيس كريك على موقع ميوزك برينز (الإنجليزية)
- فرنسيس كريك على موقع إن إن دي بي (الإنجليزية)